# Independent Games Festival
L'Independent Games Festival (IGF) è un festival annuale alla Game Developers Conference, il più grande raduno annuale dell'industria dei videogiochi indie. è stato fondato nel 1998 per aiutare e ispirare l'innovazione nello sviluppo di videogiochi e di riconoscere i migliori sviluppatori di videogiochi indipendenti. È prodotto dalla CMP Game Group, i produttori della Game Developers Conference, la rivista Game Developer, e Gamasutra.com.